# Ghiacciaio Levko
Il ghiacciaio Levko (in inglese Levko Glacier) è un ghiacciaio situato sull'isola Thurston, al largo della costa di Eights, nella Terra di Ellsworth, in Antartide. Il ghiacciaio, il cui punto più alto si trova a circa 50 m s.l.m., fluisce verso sud-est a partire dal versante orientale della cresta Pallida fino a giungere all'estremità orientale dell'isola, dove entra nella baia Seraph tra la penisola Tierney e la scogliera di Simpson.

## Storia
Il ghiacciaio Levko è stato così battezzato dal Comitato consultivo dei nomi antartici in onore di G. Levko, uno dei fotografi del Gruppo Orientale dell'Operazione Highjump, che scattò fotografie aeree di questo ghiacciaio e delle aree costiere adiacenti nel periodo 1946-47.